# Богохулство
Богохулството е извършване на обида или демонстрация на презрение или липса на уважение към божество или към религиозни или свещени личности и предмети.
Някои религии смятат богохулството за религиозно престъпление. Към 2012 година в 32 държави има специално законодателство срещу богохулството, а в 87 други то е обхванато от общи ограничения за клевета срещу религията или за публична демонстрация на омраза към религиозна група.

## Сръбски псувни към Бог
За сърби, българи и други славянски народи, както и някои западни народи е обичайно да псуват Бог, Богородица и църквата.